# Hype Boy (piosenka NewJeans)
Hype Boy – piosenka południowokoreańskiej grupy NewJeans, wydana 23 lipca 2022 roku przez wytwórnię ADOR. Promowała minialbum New Jeans.

## Historia wydania
Dzień po wydaniu debiutanckiego singla „Attention”, ogłoszono, że NewJeans wyda swój debiutancki minialbum zatytułowany New Jeans 1 sierpnia 2022 roku. Potwierdzono, że minialbum będzie zawierać cztery utwory, w tym dwa dodatkowe single. 23 lipca NewJeans wydały swój drugi singiel „Hype Boy” wraz z 50-sekundowym klipem wprowadzającym, ujawniającym członkinie zespołu oraz cztery dodatkowe teledyski spersonalizowane dla każdej z członkiń.

## Kompozycja
Gigi, Ylva Dimberg oraz członkini zespołu NewJeans, Hanni, przyczynili się do pisania tekstów utworu „Hype Boy”, natomiast producentami byli Dimberg i 250. Utwór, napisany w języku koreańskim i angielskim, trwa 2 minuty i 56 sekund i jest skomponowana w tonacji e-moll, z tempem 100 uderzeń na minutę.

## Lista utworów
| Hype Boy | Hype Boy     | Hype Boy                  | Hype Boy          | Hype Boy  | Hype Boy |
| Nr       | Tytuł utworu | Tekst                     | Kompozycja        | Aranżacja | Długość  |
| -------- | ------------ | ------------------------- | ----------------- | --------- | -------- |
| 1.       | „Hype Boy”   | Gigi, Ylva Dimberg, Hanni | 250, Ylva Dimberg | 250       | 2:59     |

## Notowania
| Lista                           | Najwyższa pozycja |
| ------------------------------- | ----------------- |
| South Korea (Circle)            | 2                 |
| South Korea (Billboard)         | 1                 |
| Argentina (Argentina Hot 100)   | 90                |
| Canada (Canadian Hot 100)       | 95                |
| Global 200 (Billboard)          | 52                |
| Hong Kong (Billboard)           | 18                |
| Indonesia (Billboard)           | 16                |
| Japan (Japan Hot 100)           | 41                |
| Japan Combined Singles (Oricon) | 33                |
| Malaysia (Billboard)            | 10                |
| Philippines (Billboard)         | 11                |
| Singapore (Billboard)           | 6                 |
| Singapore (RIAS)                | 5                 |
| Taiwan (Billboard)              | 9                 |
| Vietnam (Vietnam Hot 100)       | 9                 |